# 平尾町 (北九州市)
平尾町（ひらおまち）は福岡県北九州市八幡西区の町。住居表示実施済み。郵便番号は806-0018。

## 地理
八幡西区の北部東側に位置し、北に紅梅、北東に清納、東に西川頭町、南に大字藤田、西に東鳴水と接する。

### 湖沼
- 猿田下池

## 地域の特徴
河頭山の麓であり、南に向かって上り坂になっている。南部には山林が残る。

北東部に仰星学園高等学校、中央北寄りに市営住宅平尾団地がある。

## 歴史
戦後、引揚者住宅が建設されたところで、1954年（昭和29年）に北九州市立陣山中学校が開校し、住宅地化が進行した。その後、陣山中学校は1999年（平成11年）に北九州市立花尾中学校と北九州市立黒崎中学校へ分割統合され廃校となったが、2005年（平成17年）に校舎・校地を利用して仰星学園高等学校が開校した。

### 地名の由来
大字藤田の字平ノ尾に因む。

### 沿革
- 1970年（昭和45年）6月1日 - 平尾町新設[5]。
- 1974年（昭和49年）4月1日 - 八幡区が八幡西区と八幡東区に分かれ、八幡区平尾町は八幡西区平尾町となる[6]。

### 町名の変遷
| 実施内容          | 実施年月日               | 実施後 | 実施前                     |
| ----------------- | ------------------------ | ------ | -------------------------- |
| 町名新設 住居表示 | 1970年（昭和45年）6月1日 | 平尾町 | 大字藤田・八千代町の各一部 |

## 世帯数と人口
2025年（令和7年）3月31日現在（北九州市発表）の世帯数と人口は以下の通りである。
| 町     | 世帯数  | 人口  |
| ------ | ------- | ----- |
| 平尾町 | 277世帯 | 511人 |

### 人口の変遷
国勢調査による人口の推移。
| 1995年（平成7年）  | 733人 | [ 7 ]  |  |
| 2000年（平成12年） | 780人 | [ 8 ]  |  |
| 2005年（平成17年） | 744人 | [ 9 ]  |  |
| 2010年（平成22年） | 651人 | [ 10 ] |  |
| 2015年（平成27年） | 637人 | [ 11 ] |  |
| 2020年（令和2年）  | 562人 | [ 12 ] |  |

### 世帯数の変遷
国勢調査による世帯数の推移。
| 1995年（平成7年）  | 313世帯 | [ 7 ]  |  |
| 2000年（平成12年） | 348世帯 | [ 8 ]  |  |
| 2005年（平成17年） | 308世帯 | [ 9 ]  |  |
| 2010年（平成22年） | 300世帯 | [ 10 ] |  |
| 2015年（平成27年） | 304世帯 | [ 11 ] |  |
| 2020年（令和2年）  | 274世帯 | [ 12 ] |  |

## 学区
市立小・中学校に通う場合、学区は以下の通りとなる。
| 町     | 街区 | 小学校               | 中学校               |
| ------ | ---- | -------------------- | -------------------- |
| 平尾町 | 全域 | 北九州市立鳴水小学校 | 北九州市立黒崎中学校 |

## 施設

### 教育施設
- 仰星学園高等学校

### 公営住宅
- 北九州市営住宅平尾団地

### 公園
- 平尾公園